# Día del Pionero (Rodesia)
El Día del Pionero o Día de los Pioneros era un día festivo en Rodesia. El día se creó para conmemorar la Columna de Pioneros dirigida por Cecil Rhodes y la Compañía Británica de Sudáfrica el 12 de septiembre de 1890. Originalmente se llamaba Día de la Ocupación cuando se estableció en 1920, pero se rebautizó como Día de los Pioneros en 1961. El día fue abolido como día festivo después de que Rodesia se convirtiera en Zimbabue en 1980.

## Antecedentes
La Columna de los Pioneros formaba parte de un plan de Rhodes y el BSAC para colonizar Mashonaland. El 12 de septiembre de 1890, los colonos izaron la bandera de la Unión sobre el Fuerte Salisbury (más tarde acortado a Salisbury) para anunciar el comienzo del gobierno de la Compañía en Rodesia. El día fue formulado como día festivo en 1920 bajo la Ordenanza de Enmienda de Días Festivos como Día de la Ocupación, donde se pretendía sustituir el Día de Shangani. En 1961, se rebautizó como Día de los Pioneros. La conmemoración continuó durante la independencia unilateral no reconocida de Rodesia, pero tras la creación de Zimbabue, como parte de una campaña liderada por Robert Mugabe para africanizar el país, la fiesta fue abolida.

## Celebraciones
El punto central de las celebraciones fue la recreación de la izada de la Union Jack en la plaza Cecil de Salisbury. La ceremonia se complementaba con desfiles militares y un servicio cristiano de acción de gracias. Este acto se repite cada año, con la presencia de los pioneros originales y sus descendientes, además del primer ministro de Rodesia. Tras la Declaración Unilateral de Independencia de Rodesia en 1965, en 1968 se anunció la creación de una nueva bandera de Rodesia. Inicialmente se desconocía si ésta sustituiría a la Union Jack durante las celebraciones del Día de los Pioneros y la Pioneer and Early Settlers Society solicitó al primer ministro Ian Smith que se asegurara de que la Union Jack siguiera izándose. Se acordó que la Union Jack seguiría siendo la bandera izada durante las ceremonias para honrar a los pioneros. Tradicionalmente, la bandera sería izada por un descendiente de un pionero que hubiera servido en las Fuerzas de Seguridad de Rodesia o en la Policía Británica de Sudáfrica.